# 5e cérémonie des Africa Movie Academy Awards
La 5e cérémonie des Africa Movie Academy Awards s'est tenue le 4 avril 2009 au Gloryland Cultural Centre à Yenagoa, État de Bayelsa, Nigeria, pour honorer les meilleurs films africains de 2008. Il a été diffusé en direct à la télévision nationale nigériane.
La lauréate du Africa Movie Academy Award Kate Henshaw-Nuttal et le comédien stand-up nigérian Julius Agwu (en) ont animé la cérémonie. De nombreuses célébrités ont honoré l'événement, dont Timipre Sylva (en) gouverneur de l'État de Bayelsa et les acteurs de Nollywood.
Les invités spéciaux étaient le lauréat d'un Oscar Forest Whitaker et l'acteur hollywoodien Danny Glover.
Les nommés ont été annoncés le 3 mars 2009 lors du 21e Festival panafricain du cinéma et de la télévision de Ouagadougou (FESPACO) par le PDG de l'AMAA, Peace Anyiam-Osigwe.
Environ 403 candidatures de 54 pays africains ont participé à la candidature pour un prix.
Avec un total de douze nominations, le film kényan From a Whisper a dominé le décompte des nominations, tandis que Battle of the Souls en Ouganda et Gugu and Andile en Afrique du Sud ont suivi avec dix nominations chacun. Arugba du Nigeria a reçu neuf nominations, Seventh Heaven d' Égypte a reçu huit nominations, suivi de près par Agony of the Christ du Ghana avec sept nominations.
From a Whisper a remporté cinq prix, dont celui du meilleur film, du meilleur réalisateur (Wanuri Kahiu) et de la meilleure bande originale. Gugu et Andile ont décroché la deuxième place avec trois prix. Battle of the Souls, Seventh Heaven, Small Boy, Arugba et Live to Remember ont chacun remporté deux prix.

## Gagnants

### Récompenses majeures
Les lauréats des 23 catégories de prix sont répertoriés en premier et mis en évidence en caractères gras.
| Meilleure image | Meilleur réalisateur |
| --- | --- |
| - D'un murmure (Kenya) - Arugba (Nigéria) - Gugu et Andile (Afrique du Sud) - Bataille des âmes (Ouganda) - Septième Ciel (Égypte)                                             | - Wanuri Kahiu - D'un murmure - Tunde Kelani – Arugba - Minky Schlesinger - Gugu et Andile - Matt Bish – La bataille des âmes - Saad Hendawy – Septième ciel |
| Meilleure actrice dans un rôle principal | Meilleur acteur dans un rôle principal |
| - Funke Akindele – Jenifa - Stéphanie Okereke et Nse Etim – Reloaded - Stella Damasus-Aboderin – État du cœur - Corine Onyango – D'un murmure - Nadia Buari – Agonie du Christ | - Farouk Al-Fichawi – Septième Ciel - Godfrey Odhiamba - D'un murmure - Mike Ezuruonye - L'assassin - Majid Michel – Agonie du Christ - Peter Badejo – Arugba |
| Meilleure actrice dans un second rôle | Meilleur acteur dans un second rôle |
| - Mercy Johnson – Vivre pour se souvenir - Aggie Kebirungi - La bataille des âmes - Mosunmola Filani – Jénifa - Daphney Hlomoku - Gugu et Andile - Chika Ike - L'assassin      | - Joel Okuyo Atiku - La bataille des âmes - Femi Adebayo – Apaadi - Abubakar Mvenda & Ken Ambani - D'un murmure - Neil Mc Carthy - Gugu et Andile - Yemi Blaq – Focus gris                                                                                         |
| Actrice la plus prometteuse | Acteur le plus prometteur |
| - Lungelo Dhladha – Gugu et Andile - Bhaira Mcwizu - La note de Cindy - Bukola Awoyemi – Arugba - Lydia Farson – méprisée - Béa Flore Mfouemoun – Mah Sa-Sah                   | - Litha Booi - Gugu et Andile - Mavila Anthana Keriario - Bataille des âmes - Ruffy Samuel – Impasse - Segun Adefila – Arugba - Sherif Ramzy – Septième ciel |
| Meilleure animation | Meilleur film en langue africaine |
| - Kono (Burkina Faso) - Leïla (Burkina Faso) - Little Learning est différent (Kenya) - Manani Ogre (Kenya) - Cheprono (Kenya)                                                  | - Gugu et Andile ( Afrique du Sud ) en Zoulou et Xhosa - Minky Schlesinger - Arugba ( Nigéria ) en Yoruba – Tunde Kelani - Mah Sa-Sah ( Cameroun ) en langues camerounaises – Daniel Kamwa - Uyai ( Nigéria ) à Ibibio – Emem Isong - Apaadi ( Nigéria ) en Yoruba |
| Meilleur enfant acteur | Meilleur scénario |
| - Richard Chukwuma – Petit garçon - Celia Greenwood - L'assassin - Shanlar Kirunga – La bataille des âmes - Samara Milgwi - D'un chuchotement                                  | - D'un murmure - Wanuri Kahiu - Septième ciel – Zainab Aziz - À travers le verre – Stéphanie Okereke - Rechargé – Emem Isong - Belle âme – Tchidi Chikere |

### Récompenses supplémentaires
| Meilleur long métrage documentaire | Meilleur court métrage documentaire |
| --- | --- |
| - Pour le meilleur et pour l'oignon (Niger) & Malcolm's Echo Prix conjoint - Fichiers privés (Égypte) - Merde sur le rocher (Nigéria) - Grand-mère n'est pas à la maison (Afrique du Sud) | - L'âge adulte (Kenya) - Tueur par seconde (Nigéria) - Santos le survivant (Kenya) - Perdu dans le Sud (Rwanda) - Congo mon pied (Afrique du Sud)                                     |
| Réalisation AMAA dans le son | Réalisation AMAA en édition |
| - Septième Ciel (Égypte) - D'un murmure (Kenya) - Bataille des âmes (Ouganda) - Gugu et Andile (Afrique du Sud) - Focus gris (Nigéria)                                                    | - D'un murmure (Kenya) - La note de Cindy (Nigéria) - Rechargé (Nigéria) - Modupe Temi (Nigéria) - Bataille des âmes (Ouganda)                                                        |
| Réalisation AMAA en direction artistique | Réalisation AMAA en cinématographie |
| - Petit garçon – Michelle Bello - Cinq Apôtres – Ifeanyi Onyeabor - Agonie du Christ – Jude Odoh - D'un murmure - Kay Tuckerman - Révolution – Eddybongo Uka                              | - La note de Cindy - Izu Ojukwu - D'un murmure - Marius Van Graan - Septième Ciel – Ramsès Marzouk - Gugu et Andile – Greg Heimann - Bataille des âmes - Stephen Njero et Tony Matomi |
| Réalisation AMAA en maquillage | Réalisation AMAA en costume |
| - Vivre pour se souvenir - Agonie du Christ - D'un murmure - L'assassin - Ase n'tedumare                                                                                                  | - Arugba - Agonie du Christ - Apaadi - Vivre pour se souvenir - Septième ciel |
| Meilleure bande originale | Réalisation AMAA en effet visuel |
| - D'un murmure - Arugba - Belle âme - Agonie du Christ - Jénifa | - Bataille des âmes - cinq apôtres - Fumée et miroirs - Agonie du Christ - Révolution                                                                                                 |
| Heart of Africa (Ce prix est décerné au meilleur film au Nigeria) | |
| - Arugba - Tunde Kelani - La note de Cindy - Izu Ojukwu - Belle âme - Tchidi Chikere - État du cœur - Kingsley Omoife et Richard Mofe-Damijo - Jenifa - Funke Akindele                    | |

## Films avec plusieurs nominations
Les films suivants ont reçu plusieurs nominations.
| - 12 nominations - From a Whisper 10 nominations - Battle of the Soul - Gugu and Andile 9 nominations - Arugba 8 nominations - Seventh Heaven 7 nominations - Agony of the Christ 4 nominations - Cindy's Note - The Assassin - Jenifa | - 3 nominations - Beautiful Soul - Reloaded - Live to Remember - Apaadi 2 nominations - Grey Focus - Revolution - Five Apostles - Reloaded - Small Boy - Mah Sa-Sah - State of the Heart |

## Films aux multiples récompenses
Les films suivants ont reçu plusieurs prix.
- 5 récompenses
  - D'un murmure
- 3 récompenses
  - Gugu et Andile
- 2 récompenses
  - Arugba
  - Bataille de l'âme
  - Septième ciel
  - Petit garçon
  - Vivre pour se souvenir